# Sicht- und Tiefenstrukturen
Die Unterscheidung von unterrichtlichen Sicht- und Tiefenstrukturen (auch: Oberflächen- und Tiefenstrukturen) bezieht sich auf organisierte Lehr-/Lernprozesse. Unterschieden werden unterrichtliche Merkmale, die durch Beobachtung zugänglich sind (didaktische Methoden, Sozialformen, Organisationsformen) von solchen, die nicht direkt beobachtbar, aber für die eigentlichen Lehr-/Lernprozesse wesentlich sind (Verarbeitung des Lernstoffes, Interaktionen).

## Differenzierung
- Sichtstrukturen bezeichnen alle unterrichtlichen Merkmale, die (auch für Außenstehende) durch Beobachtung zugänglich sind. DIes sind im Wesentlichen die didaktische Methoden (z. B. Lehrvortrag, Gruppenpuzzle) einschließlich der jeweiligen Sozialform (z. B. Plenum, Einzel-, Partner- und Gruppenarbeit) sowie die Organisationsformen (z. B. Schul- oder Studienform, Klassen- oder Gruppenstruktur).

- Tiefenstrukturen fokussieren eher die Qualität der inhaltlichen Auseinandersetzung mit den Lerninhalten (auch: Lernstoffverarbeitung) und der Interaktionen (zwischen den Lernenden sowie zwischen Lehrperson und Lernenden). Dies sind im Wesentlichen: kognitive Aktivierung, individuelle Unterstützung der Lernenden und Classroom Management (Umgang mit Lernzeit und Störungen).

## Beispiel

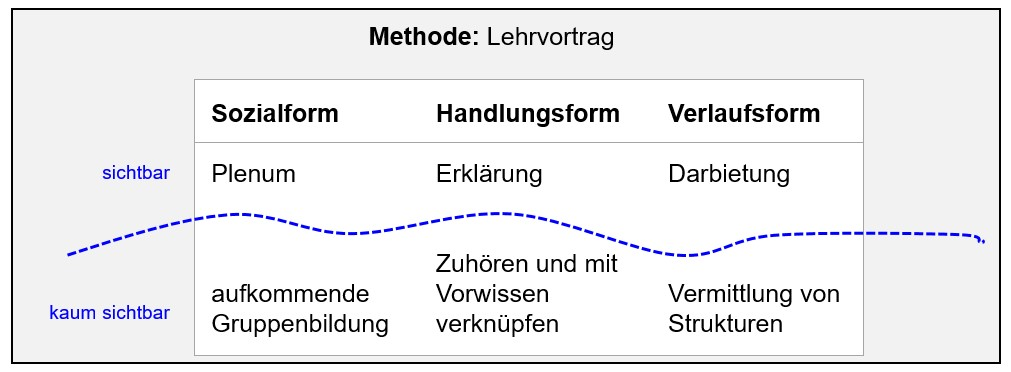
Sicht- und Tiefenstrukturen am Beispiel der didaktischen Methode „Lehrvortrag“

Sicht- und Tiefenstrukturen lassen sich am Beispiel der Verwendung einer didaktischen Methode nachvollziehen. Offensichtlich beobachtbar ist, dass die Lehrperson im Rahmen dieser Methode einen bestimmten unterrichtlichen Sachverhalt erläutert („Erklärung“), dies im Rahmen der Großgruppe („Plenum“) und eher zu Beginn des gesamten Lernprozesses („Darbietung“) geschieht.
In der Tiefenstruktur ereignen sich dabei Dinge, die kaum sichtbar, aber für den Lernprozess von großer Bedeutung sind. Dazu zählen in diesem Beispiel die „aufkommende Gruppenbildung“, die Lernhandlungen „Zuhören“ und „mit Vorwissen verknüpfen“ sowie die „Vermittlung von Strukturen“ im Rahmen der unterrichtlichen Dramaturgie.

## Wirkungen im Lehr-/Lernprozess
Die Unterscheidung von Sicht- und Tiefenstrukturen ist für das Verständnis unterrichtlicher Arrangements aufschlussreich, „da die Forschung zur Effektivität von Unterricht zeigt, dass das Vorliegen bestimmter Sichtstrukturen und die Qualität der Tiefenstrukturen weitgehend unabhängig voneinander variieren, dass also innerhalb der gleichen Sichtstruktur Aufgabenstellungen oder die Interaktion zwischen Lehrenden und Lernenden völlig unterschiedlich gestaltet sein können.“ Ebenfalls empirisch gut belegt ist zudem, „dass die Tiefenstrukturen des Unterrichts das Lernen und die Entwicklung von Schülerinnen und Schülern deutlich stärker beeinflussen als die Sichtstrukturen, also die Organisationsformen oder Methoden“.

## Funktion in der Didaktik
Die Unterscheidung von Sicht- und Tiefenstrukturen des Unterrichts ist ein didaktisches Werkzeug für die Planung und Reflexion lernwirksamen Unterrichts. Zudem ist es ein „heuristisches Instrument für die Unterrichtsqualitätsforschung, das u. a. auch dazu beiträgt, bisher eher vernachlässigte Forschungsfragen wie z. B. jene nach Zusammenhängen zwischen methodischen Gestaltungsmerkmalen und qualitätsvollen Lehr- und Lernprozessen, bezogen auf mehrdimensionale Bildungsziele, systematisch zu bearbeiten.“